# Miiduranna
Miiduranna är en by i Estland. Den ligger i Viimsi kommun och  i landskapet Harjumaa, 8 km nordost om huvudstaden Tallinn. Antalet invånare var 358 år 2011.
Miiduranna är en kustby på halvön Viimsi poolsaars västkust mot Tallinnbukten. Den angränsar till Haabneeme i norr, Viimsi i öster och Tallinn i söder. Runt Miiduranna är det mycket tätbefolkat, med 2 345 invånare per kvadratkilometer. I Miiduranna finns en stor hamn.
Årsmedeltemperaturen i trakten är 4 °C. Den varmaste månaden är juli, då medeltemperaturen är 19 °C, och den kallaste är januari, med −10 °C.